# Phintella liae
Espèce
Phintella liae est une espèce d'araignées aranéomorphes de la famille des Salticidae.

## Distribution
Cette espèce est endémique de Chine. Elle se rencontre au Guangxi et à Hainan.

## Description
Le mâle holotype mesure 3,21 mm.
La femelle décrite par Wang, Gan et Mi en 2024 mesure 3,15 mm.

## Systématique et taxinomie
Cette espèce a été décrite par Wang, Mi et Peng en 2023.

## Étymologie
Cette espèce est nommée en l'honneur de Feng-e Li.

## Publication originale
- Wang, Mi, Wang, Gan, Irfan, Zhong & Peng, 2023 : « Notes on twenty-nine species of jumping spiders from South China (Araneae: Salticidae). » European Journal of Taxonomy, vol. 902, p. 1-91 (texte intégral).